# Bud Spencer

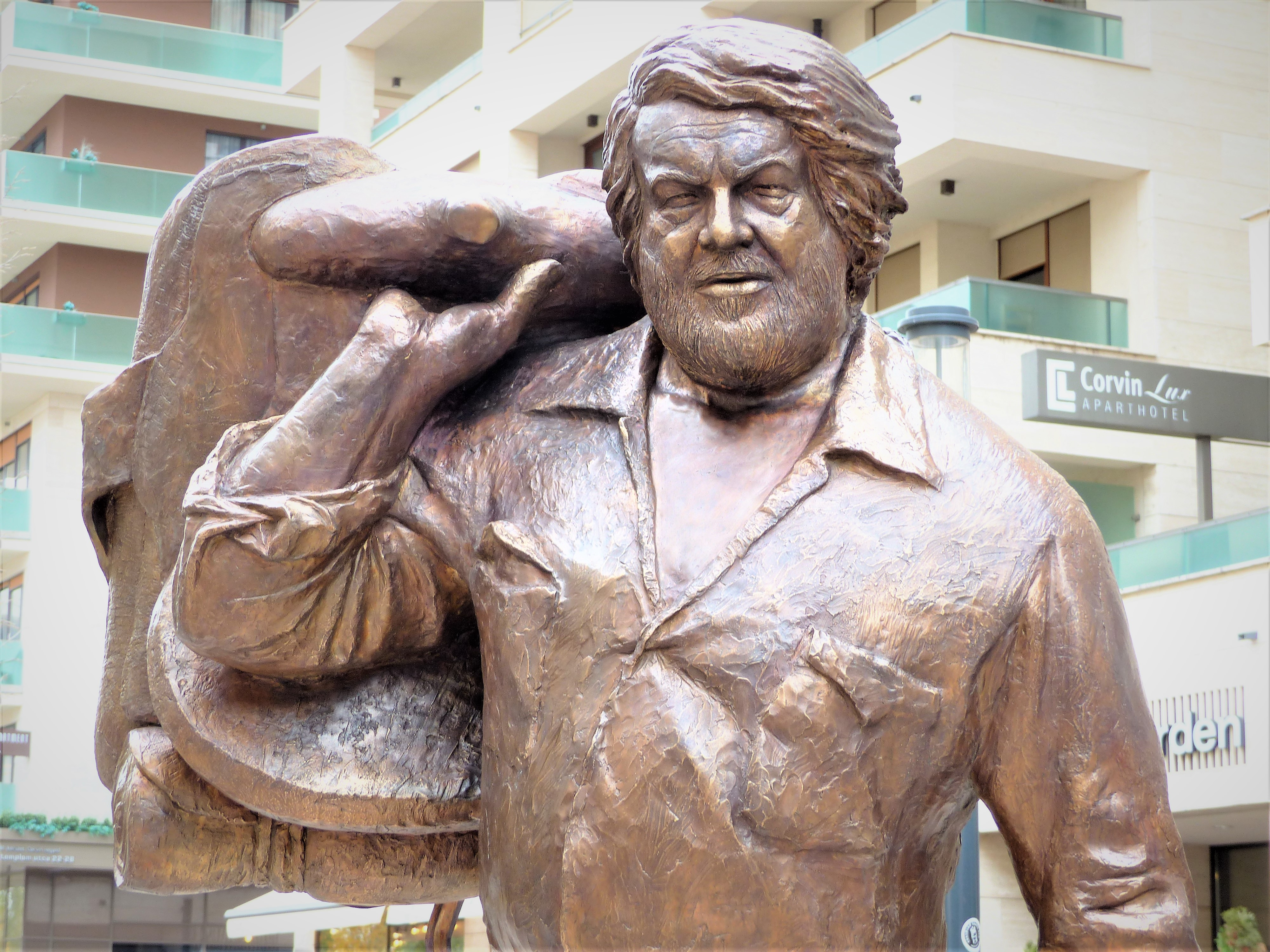
Socha Buda Spencera v centru Budapešti

Bud Spencer, rodným jménem Carlo Pedersoli (31. října 1929, Neapol – 27. června 2016, Řím), byl italský herec, plavec, hráč vodního póla, sportovní pilot a podnikatel. V mládí byl plaveckým mistrem Itálie a později se celosvětově proslavil ve dvojici s Terencem Hillem jako protagonista spaghetti westernů a bláznivých akčních komedií.

## Život

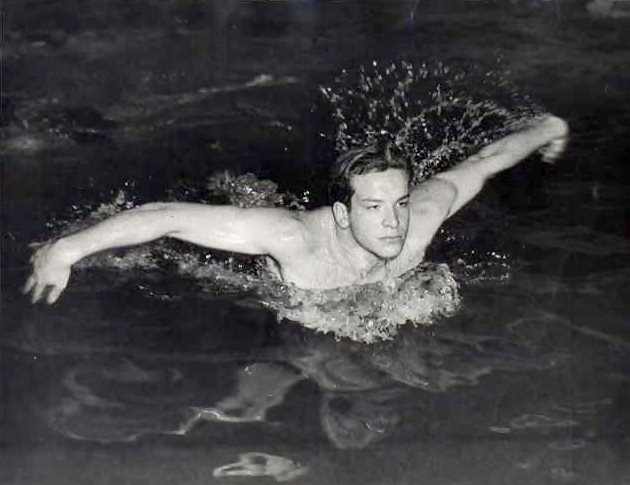
Carlo Pedersoli jako profesionální plavec (1950)

### Mládí a sportovní kariéra
Bud Spencer se narodil roku 1929 v Neapoli do bohaté rodiny průmyslníka Alessandra Pedersoliho. Již jako novorozenec vynikal syn Carlo svými nevídanými rozměry (6 kg, téměř 60 cm) a nakonec vyrostl do výšky 194 cm. V dětství se přátelil s Lucianem De Crescenzem, později úspěšným spisovatelem a filmařem.
Za II. světové války byl jejich podnik vybombardován, načež se rodina přestěhovala do Říma, kde Carlo s vyznamenáním odmaturoval a dal se na studium chemie. Zanedlouho se však znovu přestěhovali, a to až do Brazílie. Tam Carlo pracoval na italském konzulátu a naučil se výborně portugalsky.
Po návratu do Itálie roku 1948 přešel ke studiu práv, věnoval se však zejména sportu – byl špičkovým plavcem a hráčem vodního póla a také nadaným boxerem. Stal se mistrem Itálie ve stylu prsa (1948), několikanásobným mistrem Itálie ve volném stylu na 100 metrů (1949–1957). Jako první Ital v historii uplaval sto metrů volným způsobem pod minutu. Na olympijských hrách v letech 1952 a 1956 mu několikrát jen těsně unikla medaile.
Roku 1957 ukončil profesionální sportovní kariéru a na dva roky se zase vrátil do Jižní Ameriky, kde se živil jako dřevorubec, dělník na stavbě, prodavač aut, ale také skladatel a jazzový pianista, neboť byl i talentovaným hudebníkem.

### Filmovou hvězdou
Už během jeho plavecké kariéry mu byla nabízena účast ve filmech. Tehdy to bral jen jako zpestření a od počátku 50. let se objevoval v malých rolích, např. jako Neronův osobní strážce ve filmu Quo vadis (1951). Po druhém návratu z Jižní Ameriky roku 1959 si zahrál roli kmenového vůdce Rotaria ve filmu Hannibal (1959), stále ještě pod rodným jménem Carlo Pedersoli. V tomto filmu se objevil i Mario Girotti (budoucí Terence Hill), ale tehdy se ještě nesetkali.
V 60. letech zpočátku pracoval pro jednu nahrávací společnost jako aranžér tradičních neapolských písní. Zlom v jeho životě přišel, když mu rodinný známý, režisér Giuseppe Colizzi, nabídl jednu z hlavních rolí ve svém spaghetti westernu Bůh odpouští, já ne! (1967). Pedersoli přijal, ale moc nestál o to, aby ho ve filmu poznali jeho blízcí, tak si nechal narůst plnovous. Rád proto souhlasil i s přáním producentů, aby měl nějaký americky znějící pseudonym – nechal se inspirovat svým oblíbeným pivem (Bud) a hercem Spencerem Tracym, a tak se z něj na filmovém plátně stal Bud Spencer. Posléze si dal změnit jméno i úředně.
V tomto filmu Pedersoli/Spencer poprvé utvořil hlavní dvojici s Terencem Hillem, jejichž kontrast a vzájemná chemie fungovaly tak dobře, že spolu natočili dalších sedmnáct westernových a akčních komedií (např. Trumfové eso, Pravá a levá ruka ďábla, Malý unavený Joe, Jestli se rozzlobíme, budeme zlí a další). Spencer zpravidla představoval nabručeného hromotluka, který chce jen svůj klid, ale neustále je různými okolnostmi nucen si ho bránit svými pěstmi.
Dvojice Spencer & Hill si získala obrovskou popularitu zejména v Evropě, ačkoliv kritici na jejich produkci pohlíželi s despektem a mluvili mimo jiné o laciných komediích, pokleslé grotesce a bezduchém fackování.[zdroj?] Že se však z jejich šablonovitých charakterů, nenáročných zápletek a komických rvaček a honiček stal fenomén, dokládá už vznik dvojice jejich imitátorů „Šimon a Matouš“, kteří založili několik svých komedií na nepokrytém napodobování Spencera s Hillem.
Bud Spencer vystupoval, již jako hvězda, i ve filmech bez Terence Hilla, např. Šerif a mimozemšťan) – jejich popularita je trochu nižší, Hill byl jako samostatný herec o něco úspěšnější.[zdroj?]

### Létání
Spencer byl znám svou vášní pro létání a pilotování různých letounů a vrtulníků. V roce 1972 získal řádnou pilotní licenci a v následných filmech, pokud se odehrávaly v současnosti (například série policejních komedii z Miami), má vždy aspoň jednu scénu, kde osobně přistává nebo odlétá s nějakou helikoptérou, tak aby bylo vidět, že to není kaskadér, ale on sám. 
Posléze založil i úspěšnou leteckou společnost Mistral Air, kterou nakonec se ziskem prodal italské poště.

### Osobní život
V roce 1960 se oženil s Marií, dcerou producenta Giuseppa Amata, se kterou se znal už od roku 1945. Měli spolu tři děti. Byl věřícím katolíkem a vedl příkladný rodinný život. Jediná hrozba krize přišla v době jeho filmových úspěchů a častého natáčení, kdy ho jeho mladší kamarád Terence Hill sváděl k alkoholickým eskapádám, ale Maria je dokázala přesvědčit, aby toho nechali.
 

V roce 2005 kandidoval v oblastních volbách za stranu Forza Italia, k čemuž jej přesvědčil Silvio Berlusconi; zvolen však nebyl. Svou motivaci pro vstup do politiky komentoval slovy: „Ve svém životě jsem už zkusil kdeco, ale tři profese ještě ne: baletního tanečníka, žokeje, a politika. Vzhledem k tomu, že první dvě nepřipadají v úvahu, vrhnu se na politiku.“

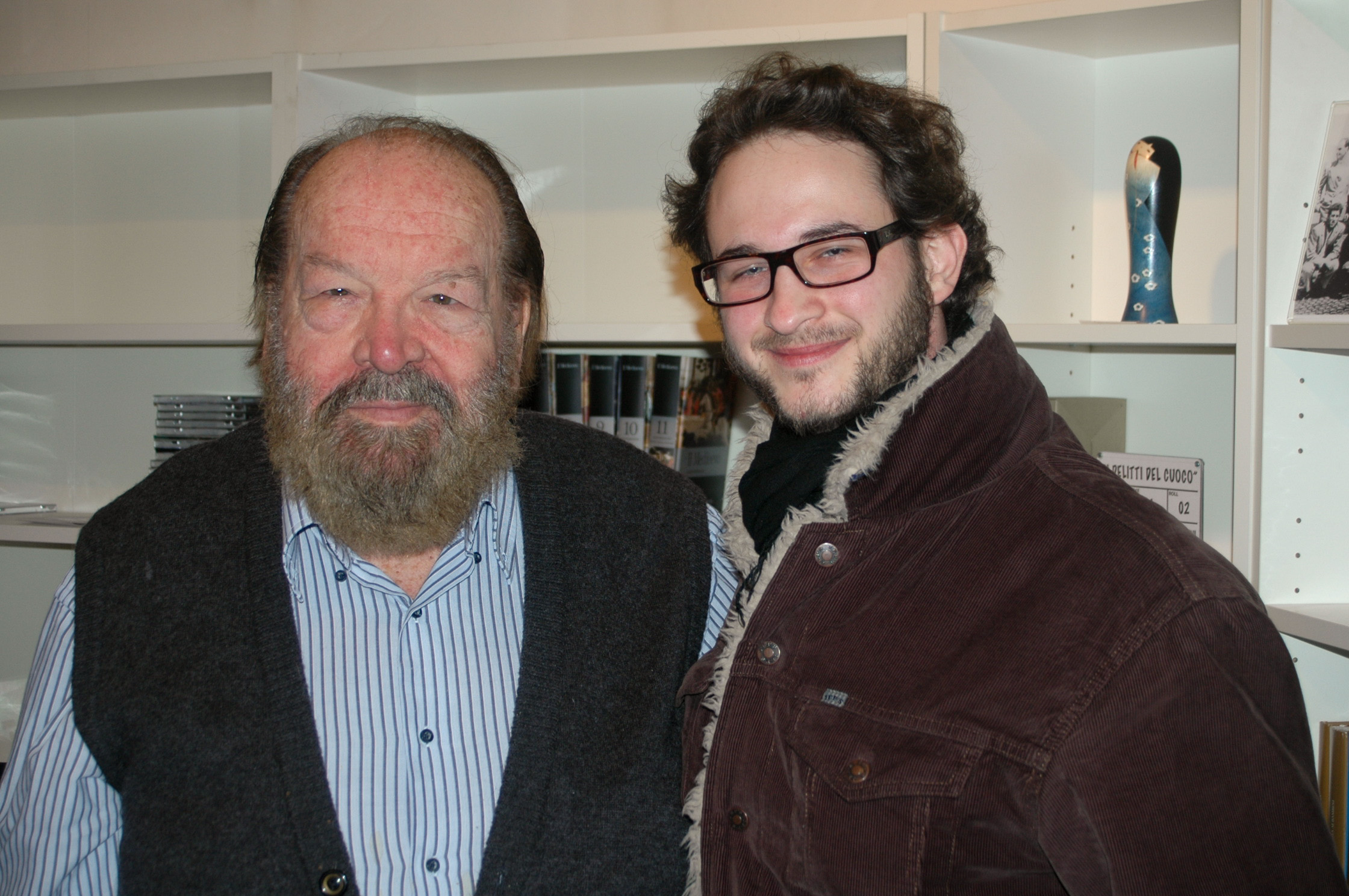
Bud Spencer a režisér Karl-Martin Pold

Zemřel v Římě ve věku 86 let.

## Filmografie
- 2009: Zabíjení je má práce, lásko (Mord ist mein Geschäft, Liebling)
- 2008: (Pane e olio)
- 2005: Otec Naděje (Padre Speranza)
- 2003: (Cantando dietro i paraventi)
- 2000: Synové větru – Mezi světlem a temnotou (Hijos del viento)
- 1997: Nadoraz (Al limite)
- 1997: (Fuochi d’artificio)
- 1994: Blb a blbec (Botte di Natale)
- 1992: Extralarge VI. – Živý terč (Detective Extralarge: Moving Target)
- 1992: Extralarge V. – Miamský zabiják (Detective Extralarge: Miami Killer)
- 1992: Extralarge IV. – Jo-Jo (Detective Extralarge: Yo-Yo)
- 1992: Extralarge III. – Černá magie (Detective Extralarge: Black Magic)
- 1992: Extralarge II. – Dělovka (Detective Extralarge: Cannonball)
- 1991: Extralarge I. – Černý a bílý (Detective Extralarge: Black and White)
- 1991: Ďáblovo pokušení (Un piede in paradiso)
- 1988: Big Man VI. – 395 dolarů za unci (Il Professore: 395 000 dollar l'oncia)
- 1988: Big Man V. – Uloupené šperky (Il Professore: Diva)
- 1988: Big Man IV. – Pekelná pojistka (Il Professore: Polizza inferno)
- 1988: Big Man III. – Smějící se dívka (Il Professore: Fanciulla che ride)
- 1988: Big Man II. – Bumerang (Il Professore: Boomerang)
- 1988: Big Man I. – Neobvyklá pojistka (Il Professore: Polizza droga)
- 1986: Aladinova lampa (Superfantagenio)
- 1985: Superpolicajti z Miami (Miami Supercops / I poliziotti dell'8ª strada)
- 1984: Dvojníci (Non c'è due senza quattro)
- 1983: Jdi na to! (Nati con la camicia)
- 1982: Kočka a pes (Cane e gatto)
- 1982: Bomber (Bomber)
- 1982: Banánový Joe (Banana Joe)
- 1981: Buddy míří na Západ (Occhio alla penna)
- 1981: Kdo najde přítele, najde poklad (Chi trova un amico trova un tesoro)
- 1980: Šerif a mimozemšťan 2 (Chissà perché… capitano tutte a me)
- 1980: Miliónový brouk (Piedone d’Egitto)
- 1979: Hroši v Africe (Io sto con gli ippopotami)
- 1979: Šerif a mimozemšťan (Uno Sceriffo extraterrestre… poco extra e molto terrestre)
- 1978: Buldozer (Lo chiamavano Bulldozer)
- 1978: Sudá a lichá (Pari e dispari)
- 1978: Policajt v Africe (Piedone l’africano)
- 1977: Charleston (Charleston)
- 1977: Dva výtečníci (I due superpiedi quasi piatti)
- 1976: Voják štěstěny (Il soldato di ventura)
- 1975: Policajt v Hongkongu (Piedone a Hong Kong)
- 1974: Dva misionáři (Porgi l’altra guancia)
- 1974: Jestli se rozzlobíme, budeme zlí (… altrimenti ci arrabbiamo!)
- 1973: Policajt drábem (Piedone lo sbirro)
- 1973: Také andělé jedí fazole (Anche gli angeli mangiano fagioli)
- 1972: Dva machři mezi nebem a peklem (… più forte ragazzi!)
- 1972: Malý unavený Joe (… continuavano a chiamarlo Trinità)
- 1972: Proč žít… a proč umírat / Důvod žít a zemřít (Una ragione per vivere e una per morire)
- 1972: (Torino nera)
- 1971: Čtyři mouchy na šedém sametu (4 mosche di velluto grigio)
- 1971: To zvládnem, amigo (Si può fare… amigo)
- 1971: Pomsta Černého korzára (Il corsaro nero)
- 1970: Pravá a levá ruka ďábla (Lo chiamavano Trinità…)
- 1969: (Gott mit uns / Dio è con noi)
- 1969: Armáda pěti mužů (Un esercito di 5 uomini)
- 1969: Boot Hill / Kopec bot (La collina degli stivali)
- 1968: Trumfové eso (I quattro dell’Ave Maria)
- 1968: Dnes já, zítra ty (Oggi a me… domani a te)
- 1968: Mimo zákon (Al di là della legge)
- 1967: Bůh odpouští, já ne! (Dio perdona… io no!)
- 1959: Hannibal (Annibale)
- 1957: Sbohem, armádo (A Farewell To Arms)
- 1957: (Il Cocco di mamma)
- 1955: (Un eroe di nostri tempi)
- 1954: (Siluri umani)
- 1951: Quo Vadis? – (Quo Vadis?)
- 1950: (Quel fantasma di mio marito)